# Hans Schwenkel

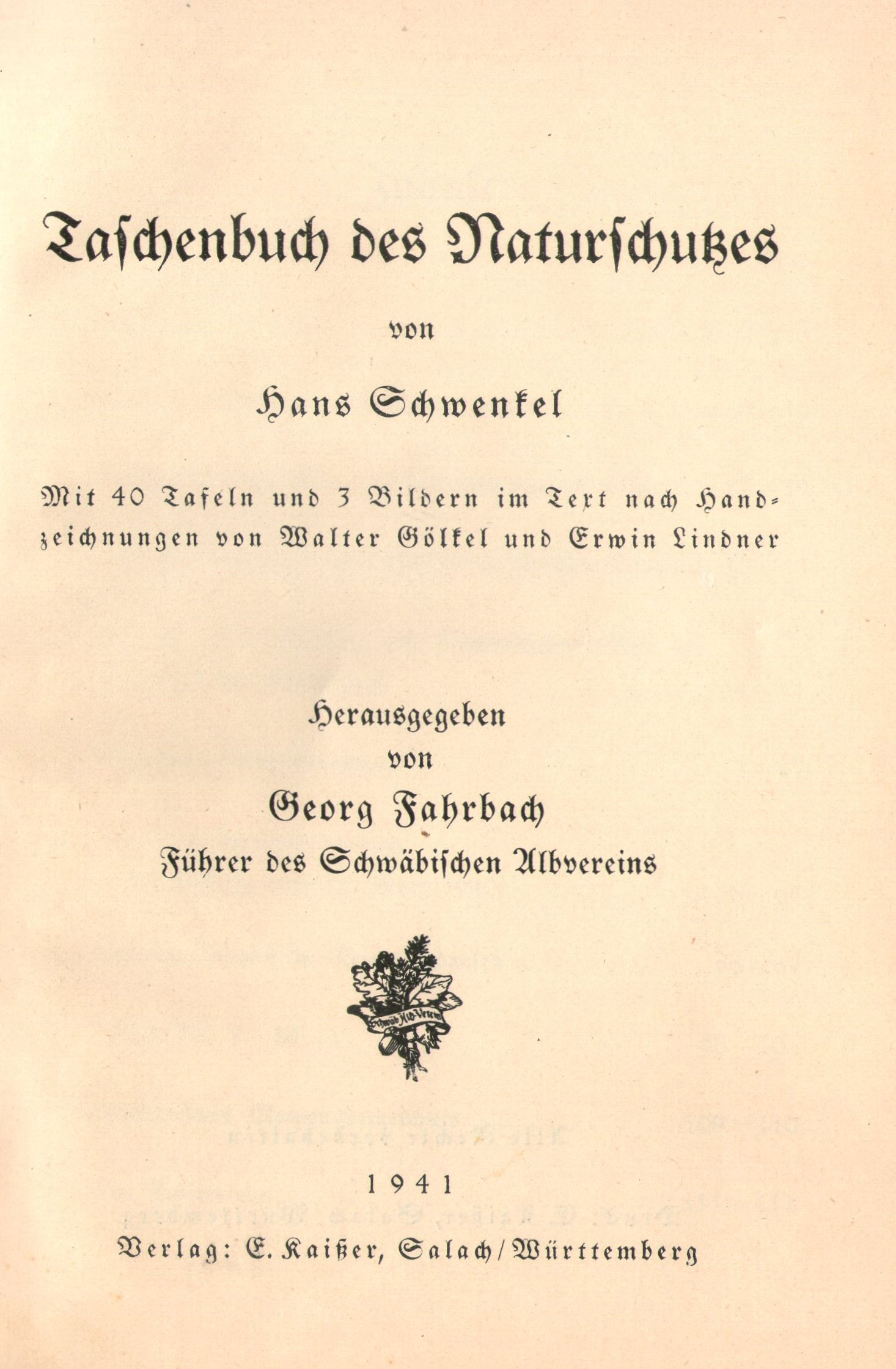
Hans Schenkel: Taschenbuch des Naturschutzes. Verlag E. Kaißer, Salach 1941.

Johannes „Hans“ Schwenkel (* 3. März 1886 in Hülben bei Urach; † 15. Juli 1957 in Stuttgart) war Lehrer und Landeskonservator sowie ein Pionier des Natur- und Landschaftsschutzes, Landschaftschronist und Denkmalpfleger, Fotograf und Autor. Schwenkel war ein Verfechter der nationalsozialistischen Naturschutz-Ideologie.

## Leben
Schwenkel wuchs als viertes von acht Kindern auf der Albhochfläche auf. Ab 1898 besuchte er das Lehrerseminar in Nagold und trat nach fünfjähriger Ausbildung Stellungen als Elementarlehrer in Reutlingen, Stuttgart und Tübingen an. Von 1907/1908 an studierte er zunächst in Stuttgart, dann in Tübingen Architektur, sodann Physik, Chemie und Geologie. Mit dem Staatsexamen und der Dissertation Die Eruptivgneise des Schwarzwaldes und ihr Verhältnis zum Granit schloss er 1911 seine wissenschaftliche Ausbildung ab. Es folgten als begleitender Hauslehrer Studienreisen nach Italien und Nordafrika. 1913 wurde er zum wissenschaftlichen Hauptlehrer mit Professorentitel an das Lehrerseminar in Backnang berufen, wo er bis Oktober 1922 wirkte.
1922 wurde er an das Landesamt für Denkmalpflege in Stuttgart als Leiter der Abteilung Naturschutz berufen, zunächst kommissarisch, ab 1927 hauptamtlich. Im Bereich des Natur- und Landschaftsschutzes gab es damals nur wenige Stellen im Deutschen Reich, so in Preußen, wo Benno Wolf bereits 1915 hauptamtlich als Justitiar der „staatlichen Stelle für Naturdenkmalpflege in Preußen“ berufen worden war. In Württemberg war Schwenkel der erste fest angestellte Naturschützer in hochrangiger Position.
Seit 1923 gehörte Schwenkel zum Vorstand des Schwäbischen Heimatbundes und war seit 1924 Mitglied des Schwäbischen Albvereins. Auf der Mitgliederversammlung des Schwäbischen Heimatbundes in Crailsheim 1932 beschrieb Schwenkel die Aufgaben des Heimatschutzes als Abwehr der Bedrohung durch die Moderne. Schwenkel bezeichnete Heimatschutz in diesem Beitrag als eine kultur- und nationalpolitische Aufgabe, deren Bedeutung er folgendermaßen begründete: „Die Not der Gegenwart, die politischen Gegensätze, die materialistische Gesinnung weiter Kreise, die internationalen Einflüsse des Verkehrs, der Presse und der technischen Vervollkommnung des Rundfunks, die Zusammenballung der Menschen in den Großstädten und die von der Natur abgelöste Arbeitsweise weiter Volkskreise, dies alles bedeutet eine ungeheure Gefahr für den Kulturmenschen, der zu begegnen die wichtigste Aufgabe des Heimatschutzes ist und seine Berechtigung außer Zweifel stellt.“ Für das vom Bund für Heimatschutz für seine Mitglieder jährlich herausgegebene Schwäbische Heimatbuch lieferte Hans Schwenkel als Hauptautor zahlreiche Textbeiträge und Fotografien.
Weithin bekannt waren seine Exkursionen und Vorträge im südwestdeutschen Raum, die er – was damals neu war – mit selbst fotografierten Lichtbildern illustrierte. Sein Bildarchiv, das sich heute im Landesmedienzentrum Baden-Württemberg in Stuttgart befindet, umfasst rund 15.000 Bilder diverser Formate und Trägermaterialien aus der Zeit zwischen 1908 und 1953 zu den Themen Topografie (vor allem Württembergs), Flora und Fauna sowie bäuerliches Leben (meist Schwäbische Alb).

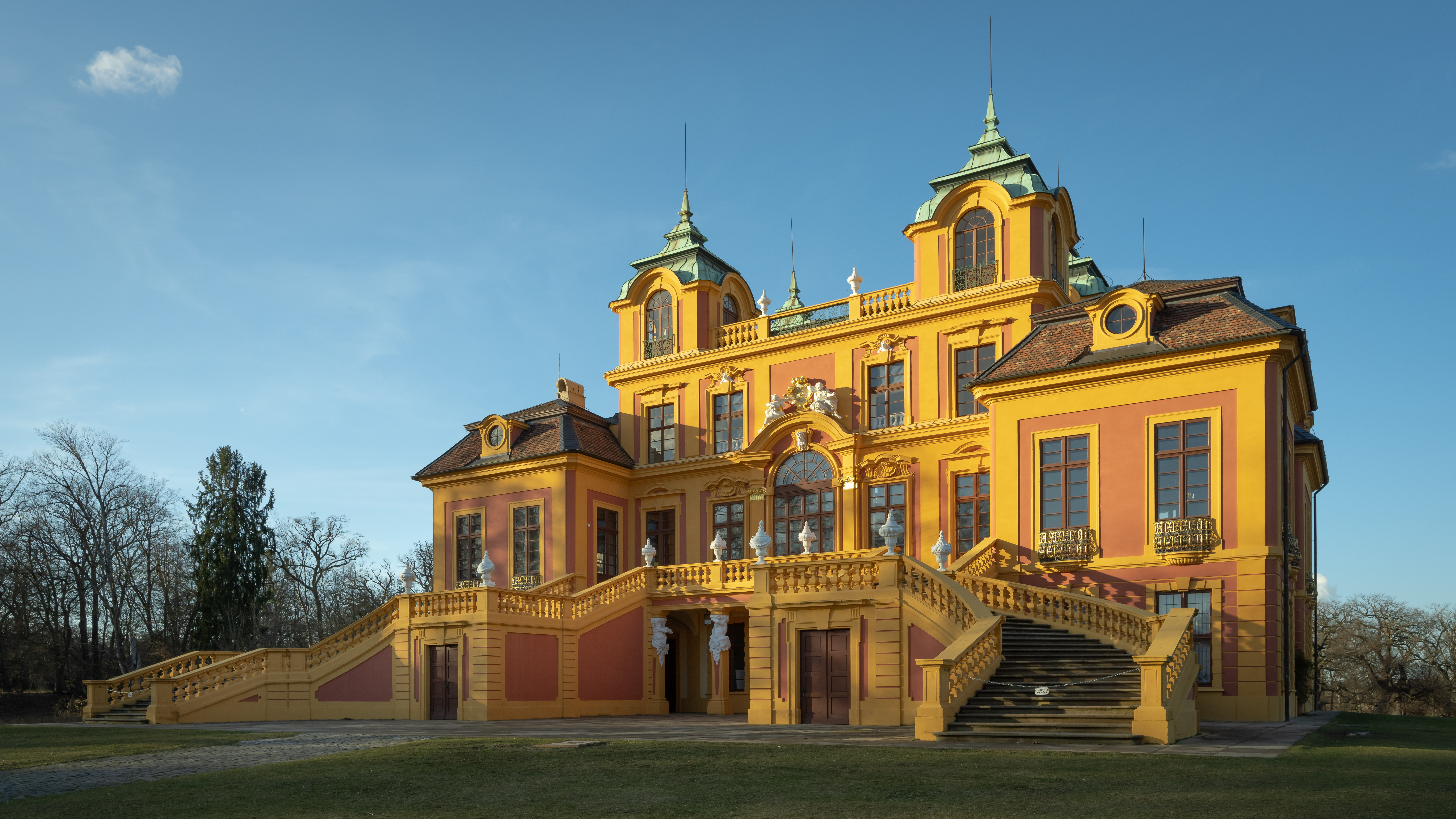
Schloss Favorite (Ludwigsburg), nach dem 2. Weltkrieg zeitweise offizieller Dienstsitz der Landestelle für Naturschutz.

Ganz besonders setzte sich Schwenkel für den Schutz des Bodenseeufers ein und wies in zahlreichen Vorträgen und Veröffentlichungen darauf hin, „dass die zunehmende Umwandlung schöner, öffentlich zugänglicher Uferpartien in private, umfriedete Gartengrundstücke nicht im öffentlichen Interesse sein könnten.“
Schwenkel war Mitinitiator des Reichsnaturschutzgesetzes, das 1935 in Kraft trat und zu dem der Jurist Benno Wolf bereits Jahre zuvor Vorarbeiten geleistet hatte. 1938 wurde Schwenkel das Referat Landschaftspflege bei der Obersten Naturschutzbehörde im Reichsforstamt in Berlin übertragen, bald darauf auch die Mitarbeit im Reichsplanungsamt. Bis 1944 pendelte er „doppelberuflich“ zwischen Stuttgart und Berlin hin und her. Infolge des Zweiten Weltkriegs wurden die Diensträume der Landesstelle für Naturschutz in Stuttgart mit nahezu allen Unterlagen, ausgenommen das Bildarchiv, zerstört, so dass Schwenkel nach dem Krieg erneut Aufbauarbeit leisten musste. Als neuer Dienstsitz in der Nachkriegszeit fungierte Schloss Favorite in Ludwigsburg (bekannt durch den SWR „Nachtcafe“). Daran angeschlossen war auch das ehemalige Forsthaus, um 1710 als Haus des Fasanenmeisters zur Pflege des Wildes und zur Aufzucht von Goldfasanen und Feldhühnern erstellt und wie bei Hänsel und Gretel versteckt im Favoritepark gelegen. Hier war die Staatliche Vogelschutzwarte bis 1975 untergebracht. Auch sie unterlag zunächst der Leitung von Hans Schwenkel.
Selbst nach seiner Pensionierung 1951 blieb der hoch qualifizierte Umweltschützer in Sachen Naturschutz bis 1953 mit Sonderaufträgen weiterhin amtlich tätig. Dennoch war er aufgrund seiner politischen Vergangenheit ständigen Angriffen und Diffamierungen, vor allem in jüngeren Fachkreisen, ausgesetzt. Hans Schwenkel verstarb 71-jährig im Jahr 1957 und wurde auf dem Stuttgarter Pragfriedhof beigesetzt. Den Nachruf für die Blätter des Schwäbischen Albvereins verfasste der damalige Vereinsvorsitzende Georg Fahrbach. Die Landesstelle für Naturschutz und Landschaftspflege sowie die Staatliche Vogelschutzwarte wurden 1975 nach Karlsruhe in die Landesanstalt für Umwelt Baden-Württemberg (erst LFU, ab 2006 LUBW) eingegliedert. Mit umgezogen ist auch das einzigartige Bildarchiv, das über Jahrzehnte unbeachtet in einem Heizungskeller eingelagert war.

## Beziehung zum Nationalsozialismus
Schwenkel war neben Walther Schoenichen einer der Verfechter eines konservativ-reaktionären Gedankenguts, das er von der Zeit der Weimarer Republik in die Ära des Nationalsozialismus hinüberbrachte und in der er sich als konsequenter Protagonist nationalsozialistischer Natur- und Heimatschutz-Ideologie betätigte.
So bezeichnete er 1933 den Heimatschutz im nationalen Deutschland u. a. als „Eugenik der Kultur“, die „die heiligen Feuer unseres Volkstums auflodern“ lasse.
Schwenkel befürwortete die Rassegesetzgebung der Nationalsozialisten mit überschwänglichen Worten: „Und es bedurfte eines genialen, durch keine bestimmte Fachbildung beengten, noch in eine Sackgasse eingefangenen Laien (…). Ich meine unseren Führer Adolf Hitler (…).“ Und weiter: „(…) so steht der biologische Grundgedanke hinter der Rassen- und Bevölkerungspolitik des nationalsozialistischen Staates, (…) er ist die treibende Kraft gewesen für das Gesetz zur Verminderung des erbkranken Nachwuchses, für die Gesetze zur Vermeidung schädlicher Rassenmischungen usw.“
In seinem im Schwäbischen Jahrbuch 1936 veröffentlichter Aufsatz über Volksstamm und Landschaft im schwäbischen Raum wird Schwenkels biologistisch-rassistisches Denken ebenfalls deutlich. Der Landesbeauftragte für Naturschutz in Württemberg sah in der Natur das Abbild eines Volkes bzw. Stammes. „Seine Gleichung lautete: gesunder Stamm = gesundes Volk = gesunde Natur“, weswegen er schloss, „dass das Entscheidende nach wie vor das Erbgut bleibt. […] Blutpflege ist Kulturpflege und bedeutet Leistung am deutschen Vaterland. Sie muß daher ernster genommen werden als alle Zufälle der Geschichte und der Landschaft, der Wirtschaft und des Bekenntnisses.“ Schwenkel unternehme „in abenteuerlichen rassistischen Konstruktionen“ den Versuch, „die Eigenart der Schwaben, die er ja durch Landschaftspflege und Naturschutz bewahren wollte, mit dem Rassenideal des nordischen Menschen in Übereinstimmung zu bringen.“
In seinem Artikel Presse und Naturschutz (1937) verbindet Schwenkel seine Vorstellungen von „Kultur“ und völkischem „Naturschutz“ mit der antisemitischen NS-Rassenideologie und spricht Juden als dem angeblich „kulturlosen“ und „undeutschen Volk“ die Fähigkeit zum Naturschutz schlechterdings ab: „Nach dem ersten Buch Mose kennt auch der Jude keinen Naturschutz, denn Gott gibt den Kindern Israels alle Pflanzen und Tiere, ‚alles was da kreucht und fleucht‘ zur Speise. Erst der Kulturmensch, und zwar fast ausschließlich der nordische Mensch, gewinnt ein ganz neues Verhältnis zur Natur, nämlich das der Ehrfurcht, auf die auch der Naturschutz gegründet ist.“
Als prominentes Mitglied im Schwäbischen Albverein verfasste er 1938 den Artikel Der Wanderer und der Naturschutz für die Jubiläumsschrift zum 50-jährigen Bestehen des Vereins. Schwenkel verbindet dort das Anliegen des Naturschutzes mit der NS-Lebensraum-Ideologie: Beim Naturschutz handele es sich, so Schwenkel, „nicht um Einzeldinge, nicht um Naturdenkmale, nicht um ‚Blümchen‘, nicht um einzelne Pflanzen und Tiere, ja nicht einmal um Naturschutzgebiete, sondern um die ganze Landschaft (…), um die Pflege und Erhaltung des naturgegebenen und des durch Wirtschaft, Verkehr und Siedlung veränderten deutschen Lebensraumes überhaupt.“ 1939 wurde Schwenkel vom neu gewählten „Führer des Schwäbischen Albvereins“ Georg Fahrbach in den Hauptausschuss berufen, 1956 von diesem zum Ehrenmitglied des Albvereins ernannt.
In anderen Artikeln beklagte Schwenkel die Natur-Entfremdung der modernen urbanen Bevölkerung in Deutschland, für Schwenkel offensichtlich der Inbegriff eines kranken und heimatlosen Intellektualismus, und verband dies abermals mit antisemitisch-rassistischen Stereotypen: „Es gibt bereits viele deutsche Menschen, die nicht mehr zur Natur finden können. (…) Es sind die Verstädterten, Naturabgelösten, die Asphaltmenschen, die Kaffeehausliteraten, die Nurintellektuellen oder die Herzverfetteten; es ist auch ein bestimmter Typus von Damen mit Stöckelschuhen, rot gefärbten Lippen. – Aber sind diese Menschen noch gesund?“
„Viele Deutsche sehen diese Zusammenhänge heute noch nicht. In manchen regen sich noch die Urinstinkte aus den Zeiten der Wildnis, (…) wieder andere sind von Haus aus undeutsche, artfremde Materialisten, oder sie sind befangen in dem technischen Wahn der Naturbeherrschung nach dem mosaischen Befehl: ‚Füllet die Erde und machet sie euch Unterthan!‘“
„Es geht auch gegenüber der deutschen Natur und Heimat um Weltanschauung, um amerikanisch-jüdische oder um deutsche Lebensauffassung und Lebensgestaltung.“

## Entnazifizierung, Rezeption und Forschung
Schwenkel, der zum 1. Mai 1933 in die NSDAP eingetreten war, wurde von der Spruchkammer Stuttgart nach einem längeren Verfahren schließlich als „Mitläufer“ entnazifiziert und zu einer Geldstrafe von 1500 RM verurteilt.
Schwenkels „Beiträge“ zur NS-Rassen- und Naturschutz-Ideologie wurden nach 1945 in der öffentlichen Wahrnehmung lange Zeit ausgeblendet. So finden sich, durch die Verleihung des Bundesverdienstkreuzes an Schwenkel 1952 vorgezeichnet, sowohl in der Festschrift zum 70. Geburtstag 1956 wie auch in den Würdigungen seines Freundes Fahrbach in den Albvereinsblättern 1956 und zum Tod 1957 keine Hinweise auf Schwenkels Wirken im Nationalsozialismus. Noch im 2004 erschienenen Buch von Bärbel Häcker: 50 Jahre Naturschutzgeschichte in Baden-Württemberg gibt es zwar einen ausführlichen biographischen Artikel, darin jedoch keine Erwähnung von Schwenkels NS-Vergangenheit. Auch bei der feierlichen Einweihung des „Hans-Schwenkel-Gedenksteins“ mit einer Gedenktafel auf dem „Prof.-Dr.-Hans-Schwenkel-Platz“ im Geburtsort Hülben 2012 wurde diese nicht thematisiert. Mit den Arbeiten von Joachim Radkau/Frank Uekötter (2003), Benigna Schönhagen (2009), Johannes Hansen (2016) und Hans-Werner Frohn (2019) liegen inzwischen grundlegende, historisch-kritische Abhandlungen zu Schwenkel und anderen Repräsentanten des Natur- und Heimatschutzes im Nationalsozialismus vor.

## Ehrungen
- 1939: Ehrenmitglied des Bundes für Heimatschutz in Württemberg und Hohenzollern[20]
- 1952: Verdienstkreuz der Bundesrepublik Deutschland
- 1953: Silberne Ehrennadel des Verbands Deutscher Gebirgs- und Wandervereine[21]
- 1956: Ehrenmitglied der Gesellschaft für Naturkunde in Württemberg[22]
- 1956: Plakette zum 70. Geburtstag, gefertigt durch den Stuttgarter Bildhauer Rudolf Pauschinger (1882–1957)
- 1956: Ehrenmitglied und Goldene Ehrennadel des Schwäbischen Albvereins[23]
- 2012: Hans-Schwenkel-Gedenkstein und Prof.-Dr.-Hans-Schwenkel-Platz in Hülben[24]

## Werke

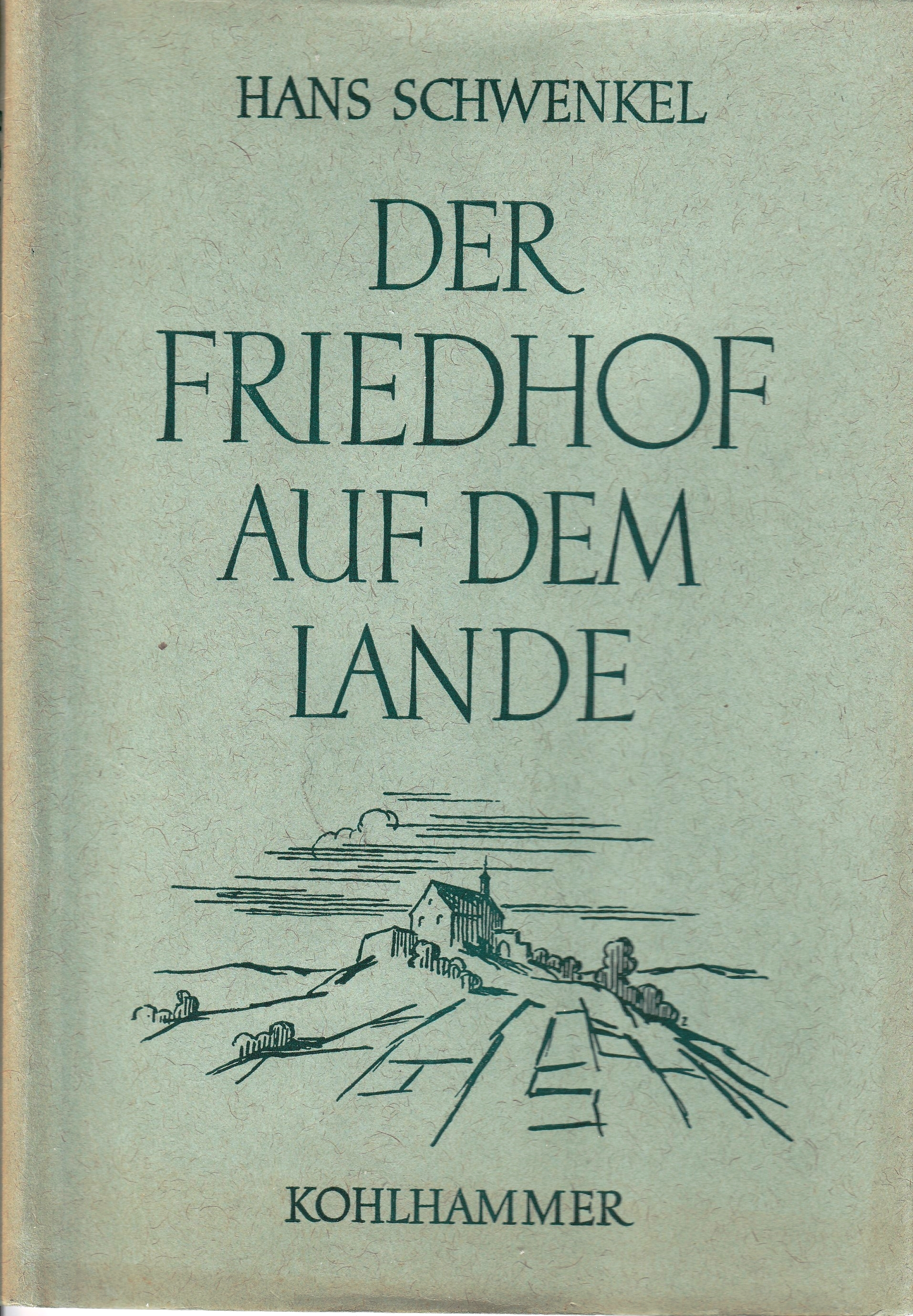
Buchtitelseite Hans Schwenkel: Der Friedhof auf dem Lande (1955)

- Die Eruptivgneise des Schwarzwaldes und ihr Verhältnis zum Granit (Dissertation Universität Tübingen). Hölder, Wien 1912.
- Neapel und Umgebung (Kleine Lichtbildreihen, Reihe 42). Lichtbildverlag Th. Benzinger, Stuttgart 1925.
- Die württembergische Landschaft. In: Württembergische Studien. Festschrift zum 70. Geburtstag von Professor Eugen Nägele. Silberburg-Verlag, Stuttgart 1926, S. 23–41.
- Über den Schutz des Bodensees. In: Schriften des Vereins für Geschichte des Bodensees und seiner Umgebung, 54. Jg. 1926, S 23–41, S. 381–396 (Digitalisat).
- August Lämmle zum 50. Geburtstag. In: Schwäbisches Heimatbuch (1927), S. 7–15
- Die Verdrahtung unserer Landschaft. In: Schwäbisches Heimatbuch (1927), S. 87–112.
- Die Außenreklame. In: Schwäbisches Heimatbuch (1929), S. 81–108.
- Die Außenreklame. Verlag O. Bechtle, Esslingen 1929.
- Friedhofpflege in Württemberg. Buchdruckerei Knöller, Stuttgart 1932.
- Heimatschutz im nationalen Deutschland. In: Mein Heimatland. Badische Blätter für Volkskunde, ländliche Wohlfahrtspflege, Familienforschung, Heimatschutz und Denkmalpflege. Bd. 20 (1933), Heft 7/8, S. 227–242.
- Natur und Kunst in der Landschaftsgestaltung. Buchdruckerei Knöller, Stuttgart 1934 (Sonderdruck aus der Monatsschrift „Württemberg“, Juli 1934).
- Volksstamm und Landschaft im schwäbischen Raum. In: Schwäbisches Heimatbuch (1936).
- Weiden und Hardte in Schwaben. Eine kulturgeschichtliche Betrachtung für Naturschützer. Neumann, Berlin & Neudamm 1936.
- Biologisches Denken und Naturschutz. In: Festschrift zum 60. Geburtstag von Prof. Dr. W. Schoenichen. In: Naturschutz. Bd. 17 (1936), Heft 7), S. 9–11.
- mit Gebhard Gagg: Geschichte von Hohentwiel – Hohentwiel im Krieg und Frieden – Ein Führer durch die Festungsruinen (hrsg. von Josef Ott nebst einem geschichtlichen Abriss und Wegweiser durch die Stadt Singen.) Singen 1937.
- Presse und Naturschutz. Vorträge gehalten vor den Schriftleitern der württembergischen Presse. In: Naturschutz. Bd. 18 (1937), S. 177 (Flugschriften der Reichsstelle für Naturschutz; 23).
- Grundzüge der Landschaftspflege. Neumann, Berlin / Neudamm 1938 (Landschaftsschutz und Landschaftspflege; 2).[25]
- Der Wanderer und der Naturschutz. In: Der Schwäbische Albverein und seine Wandergebiete 1888–1938. Seinen Mitgliedern aus Anlaß des 50jährigen Bestehens gewidmet vom Schwäbischen Albverein, Alemannen-Verlag, Tübingen-Stuttgart 1938, S. 41–44.
- Der Schutz und die Gestaltung der Landschaft im Stadtkreis Stuttgart. In: Felix Schuster (Hrsg.): Schwäbisches Heimatbuch 1939. J. F. Steinkopf, Stuttgart 1939 (Bücherei des    Schwäbischen Heimatbundes; 25), S. 9–34.
- Die Lage des Naturschutzes in Württemberg. In: Veröffentlichungen der Württembergischen Landesstelle für Naturschutz. Bd. 16 (1940).
- Der Führer hält seine schützende Hand über unsere Hecken. Reichsbund für Vogelschutz e. V., Stuttgart 1941.
- Georg Fahrbach (Hrsg.): Taschenbuch des Naturschutzes. Verlag E. Kaißer, Salach 1941. Neu bearb. von Albert Ander u. a., Schwäbischer Albverein e. V., Stuttgart 1969; 3. überarb. Aufl. (21.–30. Tsd.).
- mit Otto Linck: Merkblätter für Naturschutz und Landschaftspflege; Bd. 4:  Richtlinien zur Landschaftspflege bei Umlegungen (Flurbereinigung). Verlag Ulmer, Stuttgart 1949.
- mit Gerhard Haas: Das Naturschutzgebiet Federsee. In: Veröffentlichungen der Württembergischen Landesstelle für Naturschutz und Landschaftspflege, Heft 18. 1949, S. 113–144.
- Naturkundliches Heimatbuch von Kirchheim u. Teck und Umgebung. Hoffmannsche Buchdruckerei, Stuttgart 1950.
- Heimatbuch des Kreises Nürtingen. Bd. 1, Verlag Triltsch, Würzburg 1950, Bd. II 1953.
- Der Friedhof auf dem Lande. Ein Ratgeber für Friedhofsverwaltungen, Friedhofsgärtner, Landschaftsgestalter und Bildhauer sowie für Hinterbliebene. (Schriften des Schwäbischen Heimatbundes Nr. 2). W. Kohlhammer Verlag, Stuttgart 1955.
- Die Landschaft als Natur und Menschenwerk. Franckh’sche Verlagshandlung, Stuttgart 1957 (Kosmosändchen; 213).

## Herausgeberschaft
- Familiengeschichtliches aus dem Bezirk Urach. Heimatbuch des Bezirks Urach (mit einem Anhang über Familienkunde von Pfarrer Ludwig Zeller). Bühlersche Buchdruckerei Otto Weise, Urach 1933.
- Vom Naturschutz in Württemberg 1935. Darin: Das Reichsnaturschutzgesetz vom 26. Juni 1935 und die Verordnung zur Durchführung des RNG vom 31. Oktober 1935 mit Erläuterungen.
- mit Hans Klose & Werner Weber: Der Schutz des Landschaft nach dem Reichsnaturschutzgesetz. Vorträge auf der Ersten Reichstagung für Naturschutz in Berlin am 14. November 1936. Verlag Neumann-Neudamm, Berlin 1937.
- mit Franz Baumann & Joachim Fernau: Das neue Universum (60. Band). Stuttgart: Union Deutsche Verlagsgesellschaft, 1939.
- Veröffentlichungen der Staatlichen Stelle für Naturschutz beim Württembergischen Landesamt für Denkmalpflege (Heft 2: (ohne Hefttitel) 1925). Stuttgart: Carl Grüninger Nachf. Ernst Klett, 1925.
- Veröffentlichungen der Staatlichen Stelle für Naturschutz beim Württembergischen Landesamt für Denkmalpflege. (Heft 4: Vom Naturschutz in Württemberg 1940). Schwäbisch Hall: Schwendsche Buchdruckerei, 1940.